# تئوری پتانسیل مخلوط
تئوری پتانسیل مخلوط (به انگلیسی: Mixed potential theory) بیانگر پتانسیل یک الکترود (نسبت به یک الکترود مرجع ، معمولا الکترود استاندارد هیدروژن) است هنگامیکه بخش قابل توجهی جریان آندی یا کاتدی از دو یا چند واکنش اکسایش و کاهش تولید می‌شود اما همزمان جریان کل الکترود صفر است.

## در خوردگی
بر پایه این تئوری، یک ماده در محیط خورنده در پتانسیل یکتایی قرار دارد و در این پتانسیل، شدت جریان آندی و کاتدی یکسان و برابر شدت جریان خوردگی است.